# Championnat de Moldavie de football 2004-2005
Navigation
Championnat de Moldavie 2003-2004 Championnat de Moldavie 2005-2006
Le Championnat de Moldavie de football 2004-2005 est la 14e édition de ce championnat.

## Saison régulière[1]
| Rang | Équipe                 | Pts | J  | G  | N | P  | Bp | Bc | Diff |
| ---- | ---------------------- | --- | -- | -- | - | -- | -- | -- | ---- |
| 1    | Sheriff Tiraspol       | 70  | 28 | 22 | 4 | 2  | 54 | 12 | +42  |
| 2    | Nistru Otaci           | 54  | 28 | 17 | 3 | 8  | 51 | 27 | +24  |
| 3    | FC Dacia Chișinău      | 45  | 28 | 14 | 3 | 11 | 38 | 31 | +7   |
| 4    | FC Tiraspol            | 44  | 28 | 12 | 8 | 8  | 41 | 23 | +18  |
| 5    | FC Zimbru Chișinău     | 43  | 28 | 12 | 7 | 9  | 29 | 15 | +14  |
| 6    | Tiligul-Tiras Tiraspol | 41  | 28 | 11 | 8 | 9  | 32 | 27 | +5   |
| 7    | Unisport-Auto Chișinău | 14  | 28 | 3  | 5 | 20 | 16 | 51 | -35  |
| 8    | Steaua Chișinău        | 4   | 28 | 0  | 4 | 24 | 8  | 83 | -75  |

|  | Champion              |
|  | Barrage de relégation |
|  | Relégué               |

## Barrage de relégation
| 2005 | Unisport-Auto Chișinău (D1) | 0-4 a.p | FC Politehnica Chișinău (D2) |  |  |
|      |                             |         |                              |  |  |

## Bilan de la saison
| Tableau d'Honneur                   |                  |
| Compétition                         | Vainqueur        |
| Championnat de Moldavie de football | Sheriff Tiraspol |
| Coupe de Moldavie de football       | Nistru Otaci     |

| Promotions et relégations   |                                        |
| Relégués en Divizia A       | Unisport-Auto Chișinău Steaua Chișinău |
| Promus en Divizia Națională | Dinamo Bender FC Politehnica Chișinău  |